# Preussia chaetomioides
Preussia chaetomioides är en svampart som tillhör divisionen sporsäcksvampar, och som först beskrevs av Griffiths, och fick sitt nu gällande namn av Guarro och Giuseppe Gené. Preussia chaetomioides ingår i släktet Preussia, och familjen Sporormiaceae. Arten är reproducerande i Sverige.